# Іванис Василь Миколайович
Василь Іванис (псевдонім О. Болотенко; 3 квітня 1888, станиця Настасівська, Темрюцький відділ, Кубанська область, Російська імперія — 28 вересня 1974, Оквілл, Онтаріо, Канада) — український  економіст, інженер-технолог, історик, педагог, політичний та громадський діяч Кубані, офіцер РІА. Дійсний член Наукового товариства імені Шевченка, член Українського історичного товариства, Української вільної академії наук (УВАН).

## Біографія

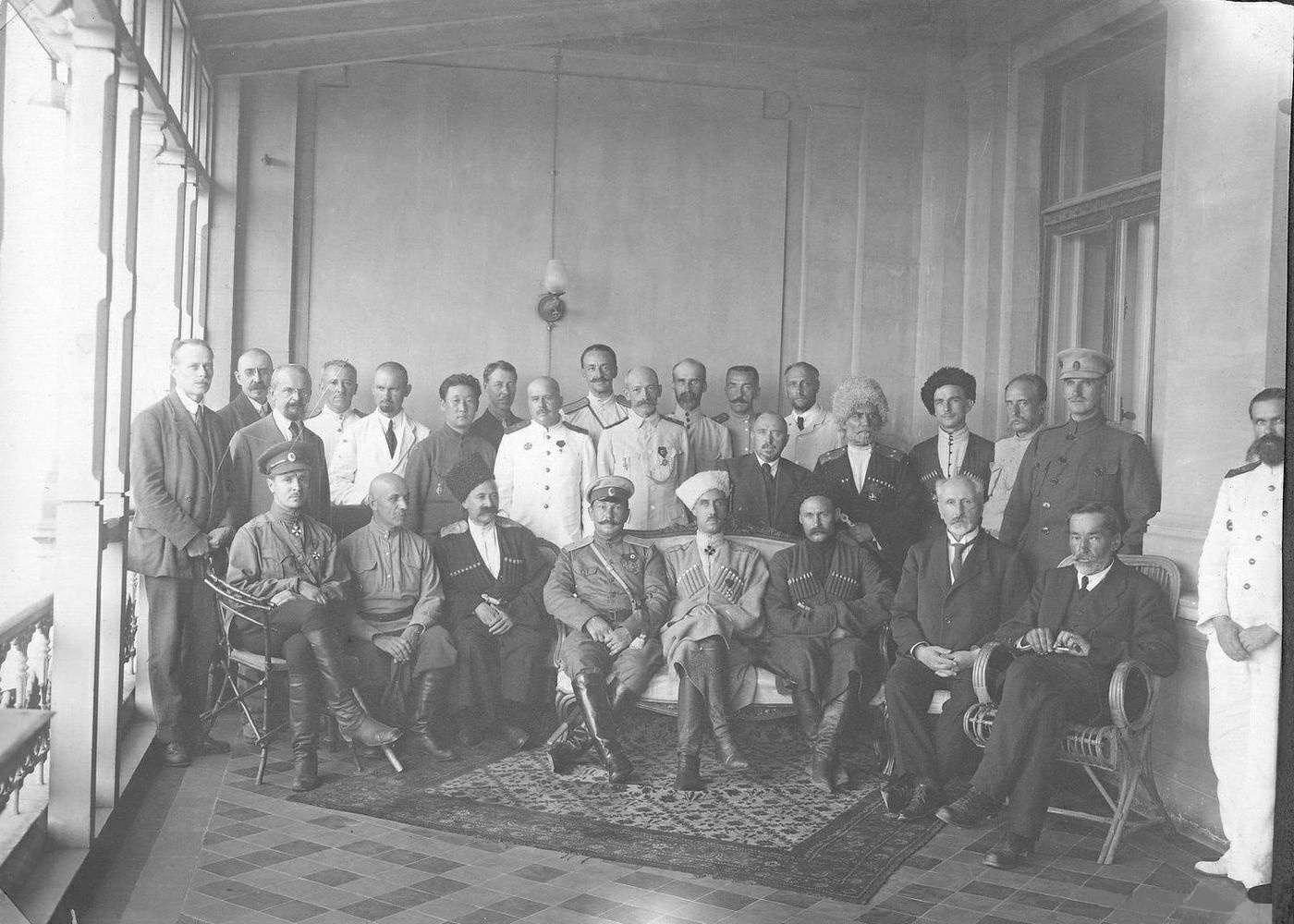
1920 р. Праворуч від барона Петра Врангеля — В. Іванис

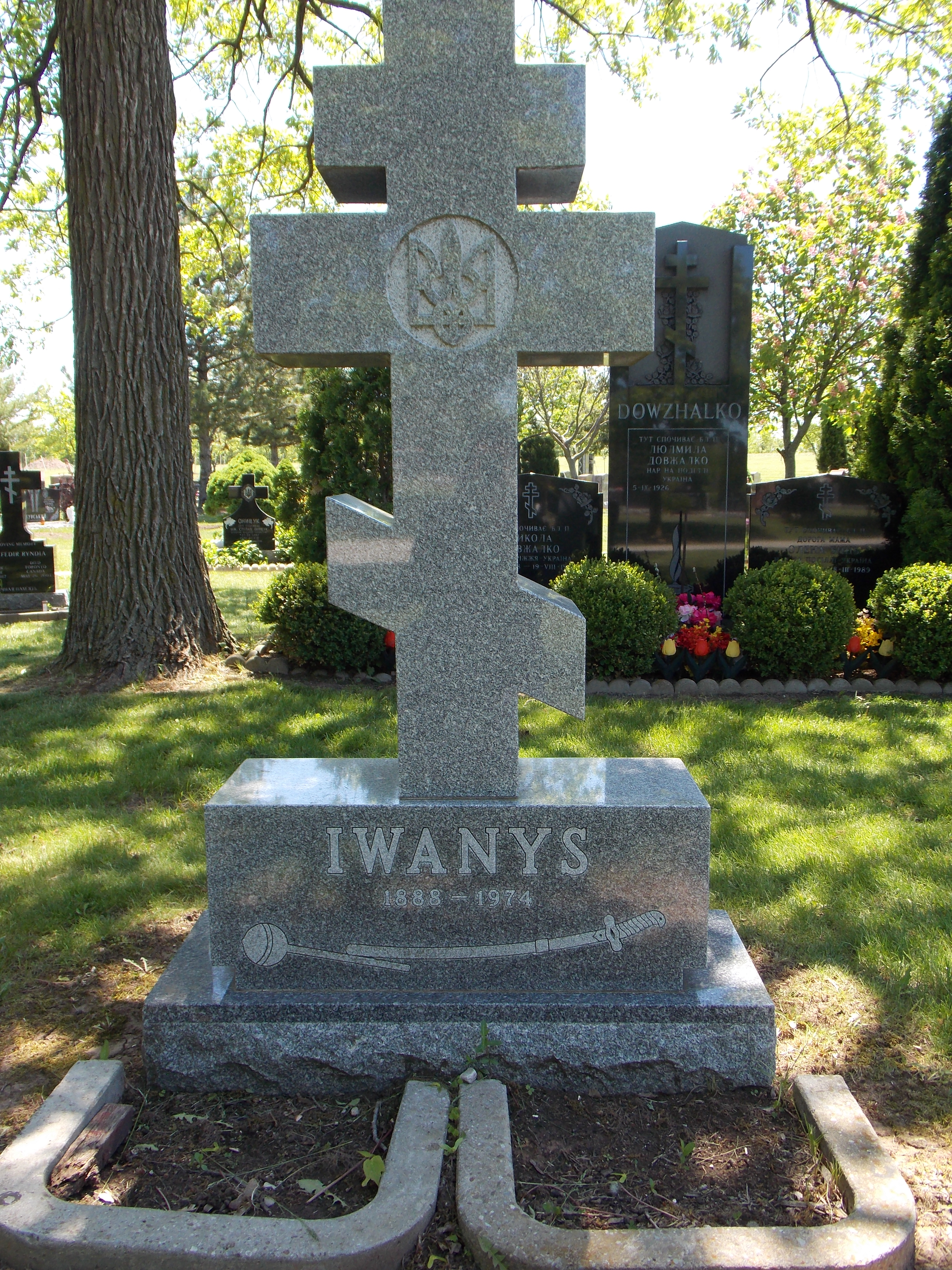
Могила Василя Іваниса на цвинтарі Св. Володимира в Оквіллі, Канада

Народився в станиці Настасівська Кубанської області (нині Краснодарського краю, РФ). Початкову освіту здобув у 1896–1904 роках, коли проживав у кубанських станицях Настасівська, Полтавська, Слов'янська (нині м. Слов'янськ-на-Кубані в Краснодарському краї, РФ), які були заселені переважно українцями. Середньотехнічну освіту здобув у 1904–1908 роках у школі в Ростові-на-Дону. Продовжив навчання спочатку в Московському комерційному інституті, а згодом (1911–15 рр.) — у Донському політехнічному інституті в Новочеркаську.
У роки Першої світової війни у 1915 році відвідував прискорені курси в Михайлівській артилерійській школі в Петрограді, після закінчення яких був призначений офіцером на Кавказький фронт. Невдовзі скерований на військовий завод на Донщині, де працював інженером. 1918–1920 — член Кубанських рад, міністр торгівлі та промисловості, прем'єр Кубанського уряду.
У березні 1920 року (після складання булави і фактичної втечі отамана Букретова) деякий час виконував обов'язки військового отамана Кубанського козацького війська за посадою (як очільник Кубанського уряду).
У 1920–1948 роках на еміграції в Чехословаччині, Польщі, Німеччині.
З 1927 року — професор Української господарської академії в Подєбрадах, з 1932 — професор Українського технічно-господарського інституту в Німеччині. Одночасно впродовж восьми років головував у Союзі інженерів емігрантів та був головним редактором часопису «Український інженер», що виходив у Подєбрадах у Чехословацькій Республіці. Співпрацював з Українським науковим інститутом у Варшаві, який видав 2 його монографії.
З 1948 року проживав у Канаді. Викладав у вищих навчальних закладах, був інспектором українських шкіл у Східній Канаді, співпрацював із різними науковими та громадськими організаціями, займався науковою роботою. Заступник голови НТШ в Канаді.
Похований на Українському цвинтарі святого Володимира у місті Оквілл, Канада.

## Вшанування пам'яті
У місті Київ вулицю Миколи Матеюка перейменували на вулицю Василя Іваниса.

## Праці
- Симон Петлюра Президент України (Торонто, 1952). [Архівовано 29 жовтня 2020 у Wayback Machine.]
- Симон Петлюра — Президент України.— К.: Наукова думка, 1993.— 272 с., іл. ISBN 5-12-004111-6 (коштом Миколи Кушніренка, США).
- Родовід Л. М. Мосендза і його останні листи (Новий Ульм, 1961). [Архівовано 9 лютого 2021 у Wayback Machine.]
- Стежками життя. —Т. 1 — 5 (Новий Ульм-Донау, 1958—1962). [Архівовано 7 лютого 2021 у Wayback Machine.]
- Ще одна трагедія козаків (Доповідь на Канадійському пленумі НТШ в 1960 році) (Новий Ульм-Донау, 1961) [Архівовано 26 січня 2021 у Wayback Machine.].
- «До проблеми Кавказу» (Новий Ульм, 1960). [Архівовано 26 січня 2021 у Wayback Machine.]
- Боротьба Кубані за незалежність (Мюнхен, 1968). [Архівовано 3 грудня 2020 у Wayback Machine.]